# Музична форма
Музична форма — у широкому сенсі — матеріальне втілення змісту музики, спосіб його існування.

## Форма як втілення змісту
У широкому сенсі цього терміна, музична форма розглядається як втілення музичного змісту, при цьому якщо зміст музики розглядається як ідеальний феномен, то музична форма — як матеріальний. Іншими словами, музична форма постає як «проекція художньої ідеї на інтонаційну плоть» .
Музична форма виступає, як складна ієрархічна структура, в якій можна виділити декілька складових. С. Шип називає такі складові «рівнями» і виділяє такі — звуковий (фонічний), інтонаційно-мовний, фактурний та композиційний. Ю. Є. Юцевич визначає музичну форму, як систему виражальних засобів, серед яких називає мелодію, ритм, гармонію, тембр і інші. В. Задерацький описує складові музичної форми як «елементи музичної мови», що набувають значимості у взаємодії між собою, в конкретному характері функційних відносин між ними. Кожен з цих елементів мови несе в собі певне смислове навантаження, або певні смислові «знаки», що можуть поєднуватись у складній, інколи суперечилвій взаємозалежності. Серед таких знаків В. Задерацький виділяє три основні групи: граматичні, семантичні та внутрішньостильові. Граматичні знаки інформують про стильову приналежність певній епосі або типу мислення; семантичні — про жанрове походження; а внутрішньостильові — про ознаки авторського стилю.
Форма і зміст музики розглядаються у єдності. Проте в радянському музикознавстві єдність форми і змісту була піддана вульгаризації, і набула форми цькування «формалізму», яка насправді являла собою цькування змісту, невідповідного догмам ідеології. Намагання розділити зміст і форму знайшла відображення і в офіційному визначенні соціалістичного реалізму, що описувалось як «мистецтво національне по формі і соціалістичне за змістом».

## Форма як структура
У вужчому сенсі музична форма розуміється як «Побудова й структура музичного твору, співвідношення його частин». Основними елементами музичної форми є мотив, фраза, речення, період. При цьому мотиви об'єднуються у фрази, фрази — у речення, а речення у період. Різні способи зіставлення і розвитку елементів музичної форми зумовлюють появу різноманітних утворень — двочастинної, тричастинної, сонатної, варіаційної, куплетної, циклічної та інших музичних форм.

## Поняття музичної форми в українському музикознавстві
Українське музикознавство, будучи частиною радянського, розглядало як основоположну роботу в області музичних форм підручник І. Способіна «Музыкальная форма», перше видання якого вийшло в кінці 1940-х років, і пізніше перевидавалося 7 разів.
В Україні проблеми музичної форми аналізувались у розвідках, що стосувалися передумов виникнення музичних структур (Т. Кравцов, 1963), варіаційної форми (1965), історичного розвитку вільних форм (1966), класифікації періоду (1968), еволюції сонатної форми (1970, 1973), еволюції періоду, теорії музичної форми (1975), особливостей і принципів форми в творчості окремих композиторів (В. Москаленко, Н. Герасимова-Персидська) та інші.
В кінці 1980-х років помітним дослідженням стала праця «Вчення про музичну форму» української музикознавиці Н. О. Горюхіної, яке з невідомих причин, однак, лишилося неопублікованим. В цьому дослідженні авторка виділяє такі фундаментальні принципи музичного мистецтва, як зміст і форма, інтонація і семантика, мелодія і гармонія, розвиток і узагальнення, музичне становлення, тематизм.
Фундаментальною роботою 1990-х років став посібник С. Шипа, що демонструє фокус розгляду, направлений на дещо конкретніші рівні побудови: звуковий, інтонаційно-мовний, фактурний і композиційний. В ті ж роки визначним внеском у російську науку стала монографія випускника Львівської консерваторії В. Задерацького «Музыкальная форма», в якій аналізуються фундаментальні проблеми формотворення: музична форма як цілісне поняття; основні компоненти музичної мови (ритм, мелодія, фактура, тематизм, типи викладу).

## Поняття музичної форми в західному музикознавстві
Як і в українській науці, в західній науці термін «музична форма» є багатозначним. Арнольд Шенберг в «Основах музичної композиції» виділив такі значення цього терміна:

| Термін "форма" використовується в кількох смислах. Коли він залучається у зв'язку з двочастинною, тричастинною або рондальною формами, він вказує на кількість частин. Вираз "сонатна форма" вказує, навпаки, на розмір частин і скалний характер їх відношення. ГОворячи про менует. скерцо та інші танцювальні форми, маємо на увазі розмір, темп і ритмічні характеристики, властиві танцю. Якщо цей термін в естетичному смислі, то вираз "форма" означає, що композиція у відповідний спосіб організована, тобто складається з багатьох елементів, о функціонують за принципом живого організму. Без такої організації музика була би аморфною масою, такою ж беззмістовною. як есе без знаків пунктуації, і такою ж безпредметною, як розмова, що перескакує з однієї теми на іншу[6] |.
В англійській літературі термін «музична форма» часто використовується для окремих музичних жанрів і стилів — таке розуміння терміна запропонував Персі Скоулз (Percy Scholes) в Оксфордському музичному довіднику Існує, однак, і розуміння музичної форми і як типу структури, побудови музичного твору.